# Факултет за компјутерске науке Мегатренд универзитета
Факултет за компјутерске науке је саставни део Мегатренд универзитета из Београда. Саставни је део система образовања Републике Србије по решењу републичког Министарства просвете бр. 612-00-651/2008-04.

## Званични почетак рада
Факултет је са радом почео као Виша школа за компјутерске науке (од 2008. године Висока школа за компјутерске науке), 1. октобра 2006. године (прва уписана генерација 2006/2007), што је одобрено и Решењем Министарства просвете и спорта Републике Србије број 612-00-577/2005-04. Висока школа је прерасла у факултет 2009. године.

## Управа факултета
Руководство факултета чине:
- Декан проф. др Милан Туба
- Продекан за наставу

## О програму факултета
Програм факултета је у потпуности усаглашен са препорукама јединог светског стандарда датог од стране The Joint Task Force on Computing Curricula, IEEE Computer Society, Association for Computing Machinery. Основни документ је Computing Curricula 2001, а у потпуности су поштовани и остали документи за поједине подобласти и то: 
Факултет за компјутерске науке Београд је добио потврду о факултетској акредитацији 2009. године и тиме је завршен процеса оснивања Факултета који је трајао три године.
Током школовања, између осталог, обезбеђено је полагање за стицање сертификата European Computer Driving Licence (Европска компјутерска возачка дозвола).